# Mãe Manaundê
Mãe Manaundê, nascida Julita Lima da Silva, foi uma das figuras mais importantes do Candomblé de nação Angola em São Paulo. Ela teria nascido em 1926 e falecido em 2004, sendo natural de Propriá, no Estado de Sergipe. Mãe Manaundê se tornou pioneira ao fundar o primeiro terreiro de Candomblé registrado na cidade de São Paulo, o Terreiro Santa Bárbara, em 1962. 

## Contexto Histórico e Social
Mãe Manaundê era filha de ex-escravizados, trabalhou como lavadeira, parteira e costureira antes de se dedicar integralmente ao sacerdócio. Seu terreiro foi alvo de preconceito, mas também se tornou um símbolo de resistência negra e preservação da cultura africana.

## Trajetória Religiosa e Fundação do Terreiro
Mãe Manaundê foi iniciada no Candomblé por Mãe Nanã de Aracaju (Erundina Nobre dos Santos), iyalorixá da nação Angola. Migrou para a cidade de São Paulo em 1958, acompanhando familiares em busca de oportunidades, e estabeleceu o terreiro em 1962 na Vila Brasilândia, zona norte.  Originalmente registrado como Tenda Espírita Oiá Dilê, posteriormente adotou o nome Terreiro de Candomblé Santa Bárbara. Enfrentou perseguições durante a ditadura militar, incluindo denúncias de vizinhos e invasões policiais.

## Contribuições e Reconhecimento
O terreiro foi tombado pelo CONDEPHAAT em 2018 como patrimônio imaterial de São Paulo, reconhecendo sua importância histórica e cultural. A Rua Ruiva, onde o terreiro está localizado, foi sugerida para ter seu nome alterado para Rua Manaundê em sua homenagem, por iniciativa do vereador Toninho Vespoli (PSOL). 
Mãe Manaundê era filha de Iansã (Oya) e destacou-se pela resistência contra a intolerância religiosa e ameaças de desapropriação durante as obras do Rodoanel .  

## Sucessão e Legado
Após seu falecimento, o terreiro passou a ser liderado por Mãe Pulquéria (Oyajidé), sua sucessora, que reabriu o espaço em 2014 após reformas. Mãe Manaundê formou mais de 2 mil iniciados e consolidou o Candomblé Angola em São Paulo, sendo chamada de "matriarca" da tradição bantu na cidade.